# 大阪市立清水小学校
大阪市立清水小学校（おおさかしりつ しみずしょうがっこう）は、大阪府大阪市旭区にある公立小学校。

## 沿革
1873年に当時の東成郡8か村が連合して千林小学校を創設したことが、学校の起源となっている。現在の大阪市立古市小学校とは起源を同じくしている。1922年に学校組合を解き、清水村の東成郡清水尋常高等小学校（当校）と、古市村の東成郡古市尋常小学校（現在の大阪市立古市小学校）の2校へ分離した。
- 1873年 - 大阪府第三区千林村他八か村組合公立千林小学校として創設。
- 1909年5月 - 坂北高等小学校と合併し、東成郡千林尋常高等小学校となる。
- 1922年12月 - 古市、清水両村学校組合を解き、東成郡清水尋常高等小学校として発足。
- 1925年4月 - 清水村が大阪市に編入され、大阪市立清水尋常高等小学校となる。
- 1941年4月 - 国民学校令により、大阪市清水国民学校となる。
- 1944年9月 - 北河内郡四條畷村（現在の四條畷市）に集団疎開。（1945年10月まで）
- 1947年4月 - 学制改革により、大阪市立清水小学校と改称。
- 1949年6月 - 分校を設置。
- 1949年9月 - 分校が大阪市立清水南小学校（現在の大阪市立新森小路小学校）として独立開校。
- 1953年 - 現在地に校舎竣工。

## 通学区域
- 大阪市旭区 清水1丁目-5丁目。

卒業生は大阪市立旭東中学校へ進学する。

## 交通
- 地下鉄今里筋線 清水駅 北へ約100m。
- 京阪本線 千林駅 東へ約500m。